# Mihailovka
Mihailovka (în rusă Михайловка) este un oraș din Regiunea Volgograd, Federația Rusă, cu o populație de 60.034 locuitori.

1. ↑  ОКТМО. 185/2016. Southern FD, accesat în 25 octombrie 2016